# Poiocera semiclara
Poiocera semiclara är en insektsart som beskrevs av Stsl 1862. Poiocera semiclara ingår i släktet Poiocera och familjen lyktstritar. Inga underarter finns listade i Catalogue of Life.